# 北阿特爾伯勒 (麻薩諸塞州)
北阿特爾伯勒（英語：North Attleborough）是一個位於美國麻薩諸塞州布里斯托縣的鎮。

## 人口
根據2020年美國人口普查的數據，北阿特爾伯勒的面積為49.30平方千米，當中陸地面積為48.30平方千米，而水域面積為1.00平方千米。當地共有人口30834人，而人口密度為每平方千米625人。